# Habenaria corydophora
Habenaria corydophora är en orkidéart som beskrevs av Heinrich Gustav Reichenbach. Habenaria corydophora ingår i släktet Habenaria och familjen orkidéer.
Artens utbredningsområde är Peru. Inga underarter finns listade i Catalogue of Life.